# 菊池武房
菊池武房（1245年—1285年5月2日），鐮倉時代中期的武將，肥後菊池氏第10代家督。第9代家督菊池隆泰的次子。

## 生平
文永四年（1267年）九月，蒙古大汗忽必烈的使者抵達日本遞交國書，要求鎌倉幕府臣服，但並未得到滿意的答覆。其後又幾經交涉，鐮倉幕府的執權北條時宗終於決定拒絕蒙古使者的要求。最終於文永十一年（1274年）十月，忽必烈以忻都為征東都元帥率領元軍四萬，從朝鮮半島出發，乘船渡海進攻日本。在連續攻克對馬、壹岐二島後，元軍於十月二十日於九州博多登陸，幕府方面則集結了以少貳經資為主帥的九州諸國兵馬共計十萬兩千人前往迎戰。菊池氏在十代家督菊池武房的率領下也參加了這次戰鬥，在戰鬥最為激烈的元軍本陣祖原山前，武房率領弟弟三郎有隆、八郎康成等人頑強的抵擋住了元軍的攻勢。
弘安四年（1281年），元軍再次侵入九州，武房又領軍再次在博多參戰。在竹崎季長的『蒙古襲來繪詞』中，就有描寫菊池氏頑強奮戰的身影，而且在這幅繪卷中，亦顯示菊池氏已經開始使用“並鷹羽”的家紋。兩次戰爭讓鎌倉幕府背上了沉重的包袱，已無力對九州立功的諸勢力進行封賞。最終，菊池氏也只得到幕府賞賜的一些甲胄，這與武房所期望的封賞相差甚遠。
在之後發生的霜月騷動中，菊池氏受到了牽連，最終於弘安8年（1285年），菊池武房因憂憤而死，當時41歲。由其孫菊池時隆繼位為第十一代家督。